# برنچویل (جورجیا)
برنچویل (به انگلیسی: Branchville) یک منطقهٔ مسکونی در ایالات متحده آمریکا است که در شهرستان میچل، جورجیا واقع شده‌است. برنچویل ۱٬۰۹۰ نفر جمعیت دارد و ۴۲٫۶۷ متر بالاتر از سطح دریا واقع شده‌است.